# Západosámské jazyky
Západosámské jazyky tvoří spolu s východosámskými jazyky sámskou větev ugrofinských jazyků. Skládá se z pěti jazyků:
- Severní sámština (20 700 mluvčích)[1]
- Lulejská sámština (2000 mluvčích)[2]
- Pitejská sámština (20 mluvčích)[3]
- Umejská sámština (20 mluvčích)[4]
- Jižní sámština (600 mluvčích)[5]